# 푸른 바다의 전설

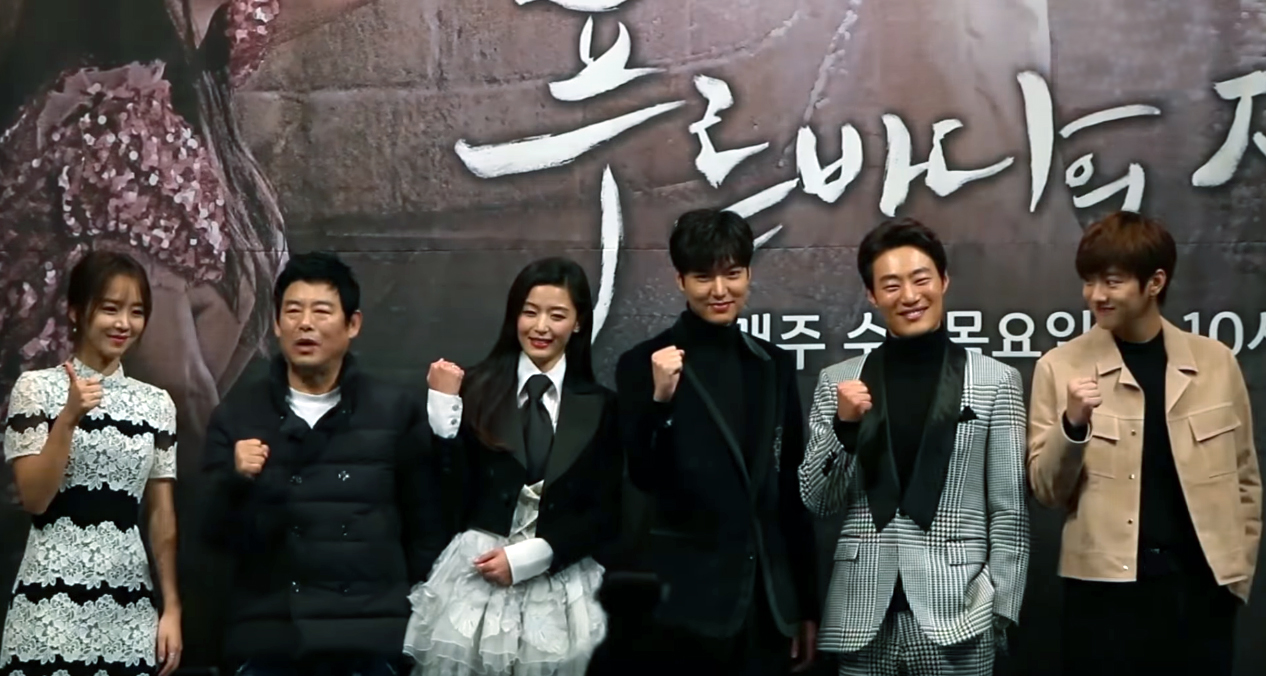

《푸른 바다의 전설》은 2016년 11월 16일부터 2017년 1월 25일까지 방영한 SBS 드라마 스페셜로, 조선 시대의 야담집인 《어우야담》에 나오는 인어 이야기를 모티브로 하여, 현재와 조선시대를 넘나드는 판타지 로맨스 드라마이다.
한편, 문소리(사월 / 안진주 역)는 MBC 주말 드라마 《내 인생의 황금기》 이후 해당 작품을 통해 안방 극장 복귀를 했는데 해당 작품에 앞서 KBS 2TV 수목 드라마 《착하지 않은 여자들》 캐스팅 물망에 올랐으나 작품과 배우 나이대가 맞지 않아 고사했다.

## 줄거리
| 번호 |
| 01 |
| --- |
| 조선 시대, 태풍으로 떠밀려 바닷가에 떠밀려 온 인어(전지현 분)는 대감 양씨(성동일 분)에게 붙잡힌다. 양씨는 새로 현령으로 부임한 담령(이민호 분)에게 인어를 보여주며 인어의 기름을 짜내겠다고 한다. 담령은 양씨의 약점을 잡아 인어를 넘겨받고, 인어를 바다에 놓아 준다. 담령은 현대에 사기꾼 허준재로 환생하고, 준재는 검찰을 사칭하여 큰 돈을 번 후 인어가 산다는 섬으로 떠난다. 한편 인어는 해저 폭발에 휘말려 바닷가에 있는 리조트 수영장으로 밀려와 준재의 객실에 숨는다. 준재와 마주친 인어는 도망가려고 하지만 유리창에 부딪쳐 실패하고 준재에게 잡혀 경찰에 넘겨진다. 인어가 차고 있던 팔찌가 가치있는 것이라는 걸 알아챈 준재는 인어를 경찰서에서 다시 데려온다. 준재는 팔찌만 훔친 뒤 인어를 놔두고 사라지지만 어떤 심경의 변화가 있었는지 인어에게 다시 돌아온다. |
| 02 |
| 인어를 다시 데려온 준재는 서울에서 사기를 쳤던 사모가 보낸 조폭에게 쫓기는 신세가 된다. 조폭에게 포위된 준재는 기지를 발휘해 인어와 숙소를 탈출하고 인어는 괴력을 발휘해 따라오는 조폭들을 쫓아낸다. 결국 준재는 조폭에게 붙잡히지만 인어가 자전거를 타고 다시 괴력을 발휘해 조폭의 차를 쫓아가 준재를 구한다. 갈 곳이 없던 준재는 인어와 자신의 친구가 있는 성당에 간다. 성당 사람들을 상대로 새로운 사기를 계획하면서 준재는 인어를 자신의 아내라고 소개한다. 한편 조선 시대, 인어는 담령을 다시 찾아가 바다에 풍등이 떠오르면 재회할 수 있다고 말하고 바다로 사라진다. 그 후 바다에는 수 많은 풍등이 떠오른다. |
| 03 |
| 준재는 인어와의 입맞춤으로 기억을 잃고, 인어는 준재에게 반드시 재회할 것을 약속한다. 서울에서 무작정 준재를 찾던 인어는 준재가 말한 63빌딩을 떠올린다. 한편 생일을 맞아 어린 시절의 기억을 떠올리기 위해 63빌딩을 찾은 준재는 수족관 속에 있던 인어와 마주치지만 인어를 알아보지 못한다. 준재는 남두(이희준 분)가 스페인에서 여자를 만난 증거라며 보낸 사진을 보고 수족관에서 본 인어를 떠올린다. 수족관에 돌아간 준재는 인어와 재회한다. |
| 04 |
| 수족관에서 준재와 재회한 인어는 갈 곳이 없다며 준재의 집에 머물고 싶다고 한다. 인어를 집에 데려온 준재는 "심하게 멍청하다"며 인어에게 심청이라는 이름을 지어준다. 심청은 준재의 생일에 케이크를 가지고 온 시아(신혜선 역)와 묘한 신경전을 벌인다. 한편 준재를 쫓는 마대영(성동일 분)이 준재의 집에 찾아온다. |
| 05 |
| 경찰로 위장한 대영을 심청은 아무런 의심 없이 집안으로 들이려 한다. 대영은 이상한 느낌을 받고 집으로 돌아온 준재를 쫓으려 하지만 경찰을 보고 도망친다. 준재는 스페인에서 있었던 일을 심청에게 캐묻지만 심청은 대답하지 않는다. 심청이 계속 대답을 하지 않자 준재는 심청을 집에서 쫓아낸다. 심청이 마음에 걸린 준재는 전단지를 돌리고 있는 심청을 몰래 도와 준다. 심청은 첫 눈이 내리면 무언가를 말하겠다며 준재와 남산에서 만나기로 약속한다. 준재는 귀찮다고 하면서도 남산에 가고, 심청은 남산으로 가던 도중 교통사고를 당한다. |
| 06 |
| 심청이 남산에 오지 않자 준재는 심청을 찾아나서고 심청이 교통사고를 당했다는 사실을 알게 된다. 준재가 저체온증으로 사경을 헤매는 심청의 손을 잡자, 심청은 기적적으로 살아난다. 준재는 심청에게 첫눈을 다시 보여 주기 위해 심청을 스키장에 데려간다. |
| 07 |
| 스페인에서 청이와의 기억을 모두 잃은 준재는 청이가 말하는 다른 남자의 존재가 신경 쓰이는 자신을 발견하고 당황해한다. 사채업자 살인 사건의 단서를 찾던 홍 형사(박해수 분)는 마대영을 마주치지만, 이내 놓치고 만다. 청이는 한강에서 우연히 정훈(조정석 분)을 만나고, 둘은 연인으로 가장해서 준재가 질투하게 만든다. 청이는 아무도 없는 집에서 수영을 하다가 준재와 눈이 마주친다. |
| 08 |
| 육지로 올라온 정훈의 조언이 신경 쓰인 청이가 준재에게 당돌한 질문을 던지자, 준재는 당황해한다. 준재는 남 부장(박지일 분)이 연락두절 되자, 남 부장에게 전화하고, 마대영이 전화를 받게 된다. 정훈은 심장이 굳어 결국 죽고, 이런 정훈의 사연을 들은 청이 준재에게 연락한다. 마대영의 함정에 빠진 준재는 기지를 발휘해 탈출하고, 급히 청이를 찾아간다. |
| 09 |
| 준재는 청이 앞에서 혼절하고 꿈 속에서 전생의 담령으로부터 청이를 지키라는 이야기를 듣게 된다. 청이를 쫓는 사람이 마대영이라는 사실을 알게 된 준재는 긴장하게 되고, 청이는 강남 거지(홍진경 분)로부터 연애 코치를 받는다. 강서희(황신혜 분)의 계략으로 허일중(최정우 분)의 증세가 더욱 심각해지자, 병원을 찾게 된 허회장 앞에 준재가 나타난다. 하지만 준재는 허회장에게 원망 섞인 말을 하고, 상처를 위로해 준 청이에게 키스한다. 준재, 청, 남두는 진주(문소리 분)에게 사기를 치기 위해 재벌로 위장하고, 그 후 준재는 시아의 연락을 받아 간 곳에서 담령의 초상화와 조우한다. |
| 10 |
| 준재는 계속해서 자신의 꿈에 나타나 메시지를 보내오는 김담령의 정체에 대한 감정에 힘들어한다. 청이는 유나(신린아 분)가 인어의 말을 알아듣자, 당황해한다. 진주의 초대를 받고 청, 준재, 남두가 유란(나영희 분)이 가정부로 일하는 진주의 집에 방문하게 되지만, 준재는 유란을 알아보지 못한다. 태오(신원호 분)는 자신들의 사기 행각을 숨기기 위해 시아에게 거짓고백을 하고, 들킬 뻔한 세 사람은 진주의 집을 빠져 나오는 데 성공하지만, 청이는 준재가 사기꾼이라는 사실을 알게 된다. 그리고 자신이 인어라는 청이의 고백과 함께 스페인에서의 기억이 모두 돌아온 준재는 사라진 청이를 찾아 길거리를 헤매게 된다. |
| 11 |
| 청이는 백화점에서 산 물건을 들고 다시 백화점으로 향하고, 그 과정에서 치현(이지훈 분)의 도움을 받아 찜질방에서 지내게 된다. 우여곡절 끝에 청이를 찾아낸 준재는 청이를 집으로 돌려보내는 데는 실패하지만, 찜찔방에서 청이의 정체가 들킬 뻔한 위기에서 청이를 구해준다. 유나의 도움으로 청, 준재, 남두, 태오는 학부모로 위장하여 유나의 학예회에 방문하고, 남두는 그 곳에서 진주를 보게 된다. 둘 만의 데이트를 즐기던 청이와 준재 앞에 홍 형사가 나타나 준재를 잡아간다. |
| 12 |
| 청이가 마대영의 택시를 탄 것을 안 준재는 초조해하며 홍 형사에게 마대영과 청을 찾자고 말하고, 마대영은 심청의 정체를 확인하려 하지만, 청이는 기지를 발휘해 마대영으로부터 벗어난다. 준재는 너무 잘 들리는 청이의 속마음에 당황하고, 진주는 투자가 잘 이뤄지지 않자, 서희를 만나서 술을 먹지만, 이내 취해 서희에게 막말을 한다. 치현은 준재에게 의문스러운 말을 하고, 청이는 시아의 돌직구에 당황해한다. 청이가 준재에게 잠시 생각을 해야 할 것이 있다고 말하자, 준재는 생각 그만 하라고 청이에게 키스한다. |
| 13 |
| 청이와 준재는 동침을 하고, 이내 청이는 에너지가 너무 넘쳐 잠을 잘 이루지 못한다. 시아는 유란과 함께 준재의 집을 방문하지만, 준재와 유란의 관계를 눈치 챈 시아의 방해로 두 사람은 엇갈리게 된다. 유란은 진주를 통해 자신의 음식이 서희의 집으로 갔다는 사실을 알게 된다. 홍 형사와 준재는 마대영의 행동에 의구심을 품고, 준재는 진 교수(이호재 분)를 찾아 전생에서 김담령과 세화의 끝을 보게 된다. |
| 14 |
| 전생에서 자신과 심청(전지현 분)의 최후를 보게 된 준재(이민호 분)는 자신이 지키지 못한 것에 대해 두려워하고, 청이에게 자신이 없어도 잘 살라는 당부의 말을 하지만, 오히려 청이는 단호하게 말한다. 진주(문소리 분)를 통해 준재가 고등학교 때 가출을 했다는 사실을 안 유란(나영희 분)은 분노하며 서희(황신혜 분)를 찾아가 준재와 서희를 원래 자리에 돌려 놓겠다고 엄포한다. 심장이 굳어간다는 것을 안 심청은 준재의 도움으로 남두(이희준 분)와 태오(신원호 분)이 집을 비운 틈을 타 수영장에서 물놀이를 하다 남두에게 인어 복장을 한 자신을 들키게 되고, 결국 기억을 지워버린다. 그리고 준재는 청이의 심장의 비밀, 청이는 준재가 자신의 생각을 들을 수 있다는 사실을 알게 된다. |
| 15 |
| 청이의 심장의 비밀을 안 준재는 자신이 청이를 죽일 수도 있겠다는 생각에 괴로워하면서 전생의 이야기에 대해 청에게 거짓말을 한다. 유란은 진주에게 자신이 허회장(최정우 분)의 본처이자, 서희가 자신의 자리를 꿰찼음을 고백한다. 청이는 자신의 생일을 정하고 유나(신린아 분)와 강남 거지(홍진경 분)를 초대하고, 유란과 집을 가는 길에 준재를 마주치고, 마침내 준재와 유란이 상봉하게 된다. |
| 16 |
| 준재는 유란과 못다한 이야기를 나누고, 남두는 유란에게 강지현(서희)에 대해 묻고, 한편으론 청이에 대한 기억이 하나 둘 떠오른다. 홍 형사와 준재는 강지현과 마대영(성동일 분)을 본격적으로 조사하기 시작하면서 준재는 치현(이지훈 분)을 찾아가 아버지의 행방을 묻는다. 준재, 남두, 태오는 서희와 치현이 집을 비운 틈을 타 허회장의 집에 들어가고 증거를 확보한다. 치현을 만난 청이는 치현에게 마대영에 대해 묻고 그가 떠난 자리에 마대영이 접근하자, 그의 기억을 지우다가 자신의 전생을 보게 된다. 준재는 서희에 의해 초라해진 허회장의 모습을 보고 절망한다. |
| 17 |
| 시아(신혜선 분)는 준재에게 고백하지만, 거절당하고 태오를 불러낸다. 준재는 서희의 방에서 발견한 증거에 대해 알아보기 시작하고, 청이는 자신의 전생을 직접 본 후 준재와 거리를 둔다. 남두의 청이에 대한 잃어버린 기억이 대부분 돌아오고, 기억을 잃어버린 마대영을 강지현(서희)가 본격적으로 조종한다. 진주와 유란은 서희에게 선전포고 하지만, 오히려 서희의 말에 당황해한다. 허회장은 준재의 말이 신경 쓰여 서희와 대영의 대화를 엿듣다가 서희의 계략으로 독극물(투구꽃 독)을 먹고 목숨이 위태로워진다. 뒤늦게 음성 메시지를 확인한 준재가 아버지에게 달려가지만, 차가운 허회장의 시신과 마주한다. |
| 18 |
| 허일중(최정우 분)의 죽음에 준재(이민호 분)는 오열하고, 사인이 심장질환으로 밝혀지자 부검을 원하지 않는 강지현(서희/황신혜 분)과 치현(이지훈 분)과 대립한다. 진주(문소리 분)와 함께 장례식장을 찾은 유란(나영희 분)을 서희가 때리려 하자, 청(전지현 분)이 나타나 의도적으로 서희의 기억을 읽고, 그 기억 속에서 마대영(성동일 분)을 보게 된다. 태오(신원호 분)는 시아(신혜선 분)와 묘한 분위기를 형성하고, 홍 형사(박해수 분)와 준재는 청의 도움으로 강지현을 긴급 체포 하지만, 모르쇠로 일관한 강지현은 48시간 만에 풀려난다. 남두(이희준 분)는 준재를 죽일 것을 제안한 치현을 역이용하여 서희에 대한 자백을 받아내는 데 성공하지만, 분노한 치현이 준재에게 총을 겨눈다. |
| 19 |
| 남두(이희준 분)는 준재(이민호 분)에게 청(전지현 분)이 인어라는 사실을 알고 있음을 고백하고, 치현(이지훈 분)이 준재에게 쏜 총을 대신 맞은 청이는 의식을 잃어 오랜 시간 끝에 깨어나 준재, 남두와 행복한 시간을 보내지만 이내 자신의 심장이 굳는다는 사실을 알고 준재를 멀리한다. 한편, 준재를 죽이려 한 계획이 수포로 돌아가자, 모든 희망을 잃은 치현은 독극물을 먹은 뒤, 서희(황신혜 분) 앞에서 자살한다. 서희는 구속되고 초라한 자신의 모습을 유란(나영희 분)에게 보이게 되자, 발악하는 동시에 마대영(성동일 분)에게 복수하라는 메시지를 남긴다. 태오(신원호 분)와 시아(신혜선 분)는 키스로 마음을 확인하고, 유란을 뒤따라서 진주(문소리 분)와 동식(이재원 분)이 자신들의 집을 방문하자 청이는 그들의 기억을 지운다. 강지현(서희)의 메시지를 받은 마대영이 진 교수(이호재 분)를 찾아가 전생에 자신과 자신의 첩(오연아 분)이 박무(이희준 분)에게 죽는 등 기억을 되찾게 되고, 이를 모두 알고 있었다고 생각한 진 교수와 우연히 이를 발견한 준재를 죽이려 하자, 남두와 함께 출동한 홍 형사(박해수 분)에게 체포된다. 남부장(박지일 분)이 깨어나고, 유란의 말을 들은 준재가 청이에게 바다로 떠날 지에 대해 결정하라고 말하자, 청이는 결정했다고 말한다. |
| 20 |
| 청이는 바다로 돌아가기 위해 주변 사람들에게 마지막 인사를 건넨다. 준재는 청이가 떠난 뒤에 이해 하지 못할 행동들로 주변 사람들을 당황하게 만든다. |

## 등장인물

### 주요 인물
- 전지현: 세화 / 심청 역 (아역: 갈소원, 신은수) - 서울에 온 인어
- 이민호: 김담령 / 허준재 역 (아역: 전진서, 진영) - 냉혈 사기꾼

### 사기단
- 이희준: 박무 / 조남두 역 - 준재를 사기의 세계로 인도
- 신원호: 태오 역 - 꽃미남 해커

### 준재네
- 최정우: 허일중 역(젊은 시절: 정문성) - 준재의 아버지
- 황신혜: 강서희 역(아역: 이한주, 김지안 / 젊은 시절, 양씨의 첩 역: 오연아) - 준재의 계모. 치현의 생모
- 이지훈: 허치현 역 - 준재의 의붓형

### 시아네
- 신혜선: 차시아 역 - 준재 동기이자 첫 여자친구 - 문화재를 복원 및 보존하는 일을 하는 보존과학자
- 문소리: 사월 / 안진주 역 - 시아 올케
- 이재원: 삼돌 / 차동식 역 - 시아 오빠
- 나영희: 담령 母 / 모유란 역(젊은 시절: 심이영) - 준재의 어머니. 안진주네 입주도우미

### 준재를 쫓는 사람들
- 성동일: 양씨 / 마대영 역 - 살인 용의자로 공개 수배령이 내려진 탈옥수
- 박해수: 김현 / 홍동표 역 - 강남서 형사

### 그 외 인물
- 신린아: 서유나 역 - 심청 친구
- 고규필: 한성태 역
- 이호재: 늙은 어부 / 진교수 역
- 서범식: 깡패 역
- 박지일: 남성준 부장 역(젊은 시절, 전생 담령 친구 역: 최권) - 허일중의 수행 비서
- 박명신: 남부장 부인 역
- 김강현: 포졸 / 경찰 역
- 서동원: 63빌딩 수족관 직원 역
- 김태영
- 이수련: 퍼스널쇼퍼 역
- 윤이준: 변호사 역
- 김재일: 유시준 검사 역
- 성창훈: 양씨 부하 역
- 리민
- 정태인
- 미석
- 인성호
- 김정석
- 최찬호
- 김혜윤: 명동 캐피털 장진옥의 딸 역
- 성민수

### 특별 출연
- 김성령: 명동 캐피털 사장의 아내 장진옥 역(1~3회)
- 크리스탈: 승무원 배민지 역(1회)
- 안재홍: 김봉덕(토마스 전도사) 역(2회)
- 홍진경: 패션 포기 못하는 노숙자 역(3회, 5회, 9회, 15회~17회, 20회)
- 차태현: 사기꾼 역(4회)
- 박진주: 간호사 역(6회)
- 조정석: 남자 인어 / 119 구조대원 유정훈 역(7~8회)
- 정유미: 남자 인어 유정훈의 옛연인 혜진 역(8회)
- 김선영: 찜질방 손님 역(11회)
- 임원희: 의사 역(19회)
- 김슬기: 인어 역(20회) - 제주도 출신 인어

## 시청률
최저 시청률과 최고 시청률은 시청률 조사회사와 지역별로 시청률에 차이가 있을 수 있습니다.
| 2016년      | 2016년      | 2016년         | 2016년       | 2016년         | 2016년       |
| 회차        | 방송일      | TNmS 시청률    | TNmS 시청률  | AGB 시청률     | AGB 시청률   |
| 회차        | 방송일      | 대한민국(전국) | 서울(수도권) | 대한민국(전국) | 서울(수도권) |
| ----------- | ----------- | -------------- | ------------ | -------------- | ------------ |
| 제1회       | 11월 16일   | 15.4%          | 18.9%        | 16.4%          | 18.0%        |
| 제2회       | 11월 17일   | 16.2%          | 20.1%        | 15.1%          | 16.4%        |
| 제3회       | 11월 23일   | 16.6%          | 19.6%        | 15.7%          | 17.2%        |
| 제4회       | 11월 24일   | 17.9%          | 21.3%        | 17.1%          | 18.4%        |
| 제5회       | 11월 30일   | 16.4%          | 18.4%        | 16.8%          | 18.5%        |
| 제6회       | 12월 1일    | 18.1%          | 20.2%        | 18.9%          | 22.1%        |
| 제7회       | 12월 7일    | 15.8%          | 18.1%        | 17.4%          | 19.2%        |
| 제8회       | 12월 8일    | 17.4%          | 19.7%        | 17.4%          | 19.1%        |
| 제9회       | 12월 14일   | 14.8%          | 16.4%        | 16.6%          | 18.8%        |
| 제10회      | 12월 15일   | 16.8%          | 19.2%        | 17.5%          | 19.3%        |
| 제11회      | 12월 21일   | 17.7%          | 20.1%        | 16.7%          | 18.1%        |
| 제12회      | 12월 22일   | 16.3%          | 18.0%        | 17.3%          | 18.7%        |
| 제13회      | 12월 28일   | 15.8%          | 18.4%        | 16.0%          | 17.2%        |
| 2017년      |             |                |              |                |              |
| 제14회      | 1월 4일     | 15.1%          | 18.1%        | 17.8%          | 18.7%        |
| 제15회      | 1월 5일     | 15.9%          | 19.4%        | 18.3%          | 20.1%        |
| 제16회      | 1월 11일    | 15.1%          | 19.0%        | 18.9%          | 20.7%        |
| 제17회      | 1월 12일    | 18.9%          | 22.2%        | 20.8%          | 23.0%        |
| 제18회      | 1월 18일    | 16.5%          | 18.4%        | 18.3%          | 19.9%        |
| 제19회      | 1월 19일    | 18.7%          | 20.4%        | 21.0%          | 22.2%        |
| 제20회      | 1월 25일    | 16.2%          | 18.4%        | 17.9%          | 18.8%        |
| 평균 시청률 | 평균 시청률 | 16.6%          | 19.2%        | 17.6%          | 19.2%        |

## OST
다음은 오리지널 사운드트랙(OST) 싱글 앨범에 포함된 곡들이며, 정렬기준은 출시 순입니다.

### 파트 1
| #            | 제목                   | 작사           | 작곡               | 편곡 | 재생 시간 |
| ------------ | ---------------------- | -------------- | ------------------ | ---- | --------- |
| 1.           | 〈Love Story〉 (린)    | 김장우, 김지향 | 김지향, 멜로디자인 | 3:24 |           |
| 2.           | 〈Love Story (Inst.)〉 |                | 김지향, 멜로디자인 | 3:24 |           |
| 총 재생 시간 | 총 재생 시간           | 총 재생 시간   | 총 재생 시간       | 6:48 |           |

### 파트 2
| #            | 제목                       | 작사         | 작곡         | 편곡 | 재생 시간 |
| ------------ | -------------------------- | ------------ | ------------ | ---- | --------- |
| 1.           | 〈그대라는 세상〉 (윤미래) | 한준         | 이유진       | 3:37 |           |
| 2.           | 〈그대라는 세상 (Inst.)〉  |              | 이유진       | 3:37 |           |
| 총 재생 시간 | 총 재생 시간               | 총 재생 시간 | 총 재생 시간 | 7:14 |           |

### 파트 3
| #            | 제목                        | 작사         | 작곡         | 편곡 | 재생 시간 |
| ------------ | --------------------------- | ------------ | ------------ | ---- | --------- |
| 1.           | 〈너에게 기울어가〉 (정엽)  | 김지향       | 멜로디자인   | 3:46 |           |
| 2.           | 〈너에게 기울어가 (Inst.)〉 |              | 멜로디자인   | 3:46 |           |
| 총 재생 시간 | 총 재생 시간                | 총 재생 시간 | 총 재생 시간 | 7:32 |           |

### 파트 4
| #            | 제목                           | 작사         | 작곡         | 편곡 | 재생 시간 |
| ------------ | ------------------------------ | ------------ | ------------ | ---- | --------- |
| 1.           | 〈설레이는 소년처럼〉 (하현우) | 신해철       | 신해철       | 3:29 |           |
| 2.           | 〈설레이는 소년처럼 (Inst.)〉  |              | 신해철       | 3:29 |           |
| 총 재생 시간 | 총 재생 시간                   | 총 재생 시간 | 총 재생 시간 | 6:58 |           |

### 스코어 파트 1
| #            | 제목               | 작곡         | 편곡 | 재생 시간 |
| ------------ | ------------------ | ------------ | ---- | --------- |
| 1.           | 〈Sound Of Ocean〉 | 요시마타 료  | 2:56 |           |
| 2.           | 〈Memories〉       | 요시마타 료  | 3:27 |           |
| 3.           | 〈The Last Time〉  | 요시마타 료  | 1:58 |           |
| 총 재생 시간 | 총 재생 시간       | 총 재생 시간 | 8:21 |           |

### 파트 5
| #            | 제목                         | 작사         | 작곡         | 편곡 | 재생 시간 |
| ------------ | ---------------------------- | ------------ | ------------ | ---- | --------- |
| 1.           | 〈어디선가 언젠가〉 (성시경) | 김이나       | 성시경       | 4:31 |           |
| 2.           | 〈어디선가 언젠가 (Inst.)〉  |              | 성시경       | 4:31 |           |
| 총 재생 시간 | 총 재생 시간                 | 총 재생 시간 | 총 재생 시간 | 9:02 |           |

### 스코어 파트 2
| #            | 제목                                         | 작사         | 작곡         | 편곡 | 재생 시간 |
| ------------ | -------------------------------------------- | ------------ | ------------ | ---- | --------- |
| 1.           | 〈숨겨진 이야기〉 (두번째 달 (Feat. 한아름)) | 두번째 달    | 두번째 달    | 3:54 |           |
| 2.           | 〈나의 이름〉 (두번째 달 (Feat. 한아름))     |              | 두번째 달    | 2:37 |           |
| 3.           | 〈너를 찾아 가는길〉 (두번째 달)             |              | 두번째 달    | 1:30 |           |
| 4.           | 〈다음 이시간에〉 (두번째 달)                |              | 두번째 달    | 1:44 |           |
| 총 재생 시간 | 총 재생 시간                                 | 총 재생 시간 | 총 재생 시간 | 9:45 |           |

### 파트 6
| #            | 제목                | 작사              | 작곡         | 편곡 | 재생 시간 |
| ------------ | ------------------- | ----------------- | ------------ | ---- | --------- |
| 1.           | 〈바람꽃〉 (이선희) | 하나, 톰이랑 제리 | 톰이랑 제리  | 4:11 |           |
| 2.           | 〈바람꽃 (Inst.)〉  |                   | 톰이랑 제리  | 4:11 |           |
| 총 재생 시간 | 총 재생 시간        | 총 재생 시간      | 총 재생 시간 | 8:22 |           |

### 파트 7
| #            | 제목               | 작사         | 작곡         | 편곡 | 재생 시간 |
| ------------ | ------------------ | ------------ | ------------ | ---- | --------- |
| 1.           | 〈바보야〉 (켄)    | 꿀단지       | 꿀단지       | 3:13 |           |
| 2.           | 〈바보야 (Inst.)〉 |              | 꿀단지       | 3:13 |           |
| 총 재생 시간 | 총 재생 시간       | 총 재생 시간 | 총 재생 시간 | 6:26 |           |

### 파트 8
| #            | 제목                          | 작사         | 작곡         | 편곡 | 재생 시간 |
| ------------ | ----------------------------- | ------------ | ------------ | ---- | --------- |
| 1.           | 〈내가 왜 이럴까〉 (커피소년) | 커피소년     | 커피소년     | 3:13 |           |
| 2.           | 〈내가 왜 이럴까 (Inst.)〉    |              | 커피소년     | 3:13 |           |
| 총 재생 시간 | 총 재생 시간                  | 총 재생 시간 | 총 재생 시간 | 6:26 |           |

### 파트 9
| #            | 제목                       | 작사               | 작곡               | 편곡 | 재생 시간 |
| ------------ | -------------------------- | ------------------ | ------------------ | ---- | --------- |
| 1.           | 〈하루에 하나씩〉 (박윤하) | ZigZagNote, 강명신 | ZigZagNote, 강명신 | 3:08 |           |
| 2.           | 〈하루에 하나씩 (Inst.)〉  |                    | ZigZagNote, 강명신 | 3:08 |           |
| 총 재생 시간 | 총 재생 시간               | 총 재생 시간       | 총 재생 시간       | 6:16 |           |

### 파트 10
| #            | 제목                   | 작사         | 작곡             | 편곡 | 재생 시간 |
| ------------ | ---------------------- | ------------ | ---------------- | ---- | --------- |
| 1.           | 〈만에 하나〉 (김세정) | 민연재, 빅톤 | KingMing, 김동휘 | 4:15 |           |
| 2.           | 〈만에 하나 (Inst.)〉  |              | KingMing, 김동휘 | 4:15 |           |
| 총 재생 시간 | 총 재생 시간           | 총 재생 시간 | 총 재생 시간     | 8:30 |           |

### 파트 11
| #            | 제목               | 작사         | 작곡         | 편곡 | 재생 시간 |
| ------------ | ------------------ | ------------ | ------------ | ---- | --------- |
| 1.           | 〈사랑길〉 (민채)  | 김지향       | MELODESIGN   | 3:54 |           |
| 2.           | 〈사랑길 (Inst.)〉 |              | MELODESIGN   | 3:54 |           |
| 총 재생 시간 | 총 재생 시간       | 총 재생 시간 | 총 재생 시간 | 7:58 |           |

## 수상 경력
- 2016년 SBS 연기대상
  - 10대 스타상, 베스트 커플상, 장르&판타지 부문 남자 최우수상 이민호
  - 10대 스타상, 베스트 커플상 전지현
  - 판타지 부문 남자 특별 연기상 성동일

## 이모저모

### 프로덕션
촬영은 2016년 8월 19일에 충청북도 괴산군에서 시작되었으며, 수중 장면은 팔라우에서 촬영되었다. 9월 11일에는 스페인 지로나와 라코루냐에서 촬영이 진행되었다. 최초의 대본 리딩은 배우들의 스케줄로 인하여 촬영이 개시되고 2개월 후인 10월 8일에 열렸다.

### 해외 방송
싱가포르, 인도네시아, 말레이사아, 브루나이에서 독점적으로 원 TV 아시아(ONE TV Asia)에서 대한민국에서 본방송이 송출된 후 24시간 내에 방영된다. 베트남에서는 11월 17일 HTV2의 유튜브 채널에서 대한민국에서 본방송이 송출되고 12시간 후에 방송된다.

### 포스터 공모전
2016년 11월 1일부터 8일까지 홈페이지를 통하여 포스터 공모전이 개최되었으며, 약 340개의 포스터가 제출되었다. 1등부터 3등까지는 11월 14일 열린 드라마 제작 발표회에 초대되었으며, 주연 배우가 싸인한 리플렛 등을 상품으로 받았다.

## 관련 도서
- 어우야담(돌베개 刊)
- 인어에 홀린 담령(돌도래 刊)

## 동시간대 경쟁 드라마
- KBS 2TV 수목 드라마 《오 마이 금비》(2016년 11월 16일~2017년 1월 11일)
- MBC 수목 드라마 《역도요정 김복주》(2016년 11월 16일~2017년 1월 11일)
- KBS 2TV 수목 드라마 《맨몸의 소방관》(2017년 1월 12일~2017년 1월 19일)
- MBC 수목 드라마 《미씽9》(2017년 1월 18일~2017년 3월 9일)